# Władysław Niedoba
Władysław Niedoba (22. března 1914 Návsí – 12. března 1999 Návsí) byl polský scenárista, režisér, divadelní herec a animátor společenského dění a kultury na Těšínsku. Nejvíc byl znám jako " Jura spod Grónia ".

## Životopis
Byl nejmladším synem Pawła Niedoby místního hospodáře a Ewy roz. Sikora. Jejich usedlost stála uprostřed Návsí u evangelického kostela, školy a hospody. V roce 1937 získal angažmá v Moravskoslezském divadle v Ostravě. V divadelním drama Faust měl roli knížete. V roce 1938 se stal stipendistou katovické hudební konzervatoře. Vypuknutí druhé světové války mu znemožnilo další studia v Itálii. V září 1939 se skupinou Národní obrany prošel bojovou stezku 21. Horské pěší divize. Dostal se do ruského zajetí ze kterého se mu povedlo utéct a vrátit se do Návsí. Zde byl povolán do Wehrmachtu. Útěk z německé armády se mu nezdařil a Niedoba byl odeslán do trestného tábora na řeckém ostrově Korfu. Teprve odsud se mu podařilo utéct a s falešnými doklady přes Řecko a Albánii se vrátil domů.
Po válce se vzdal dráhy operního pěvce na úkor snahy udržet a propagovat kulturu polské menšiny na Zaolší. V roce 1951 inicioval vznik Polské scény Těšínského divadla, jediného polského profesionálního divadla mimo Polsko. Do roku 1960 byl jeho uměleckým vedoucím, režisérem, scenáristou a hercem. V roce 1947 byl u vzniku folklorního souboru Gorol se sídlem v Jablunkově. Od samého začátku celých 50 let byl animátorem každoroční, největší v Československu a později v Česku folklorní slavnosti Gorolski Święto v Jablunkově.
Jeho manželkou byla Helena, rozená Brudny, z jejich manželství vzešly dvě děti: dcera Irena a syn Paweł.

## Vyznamenání
Dne 16. března 1994 byl vyznamenán Krzyżem Komandorskim Orderu Zasługi Rzeczypospolitej Polskiej (Řád za zásluhy Polské republiky III. třídy – komandorský kříž).

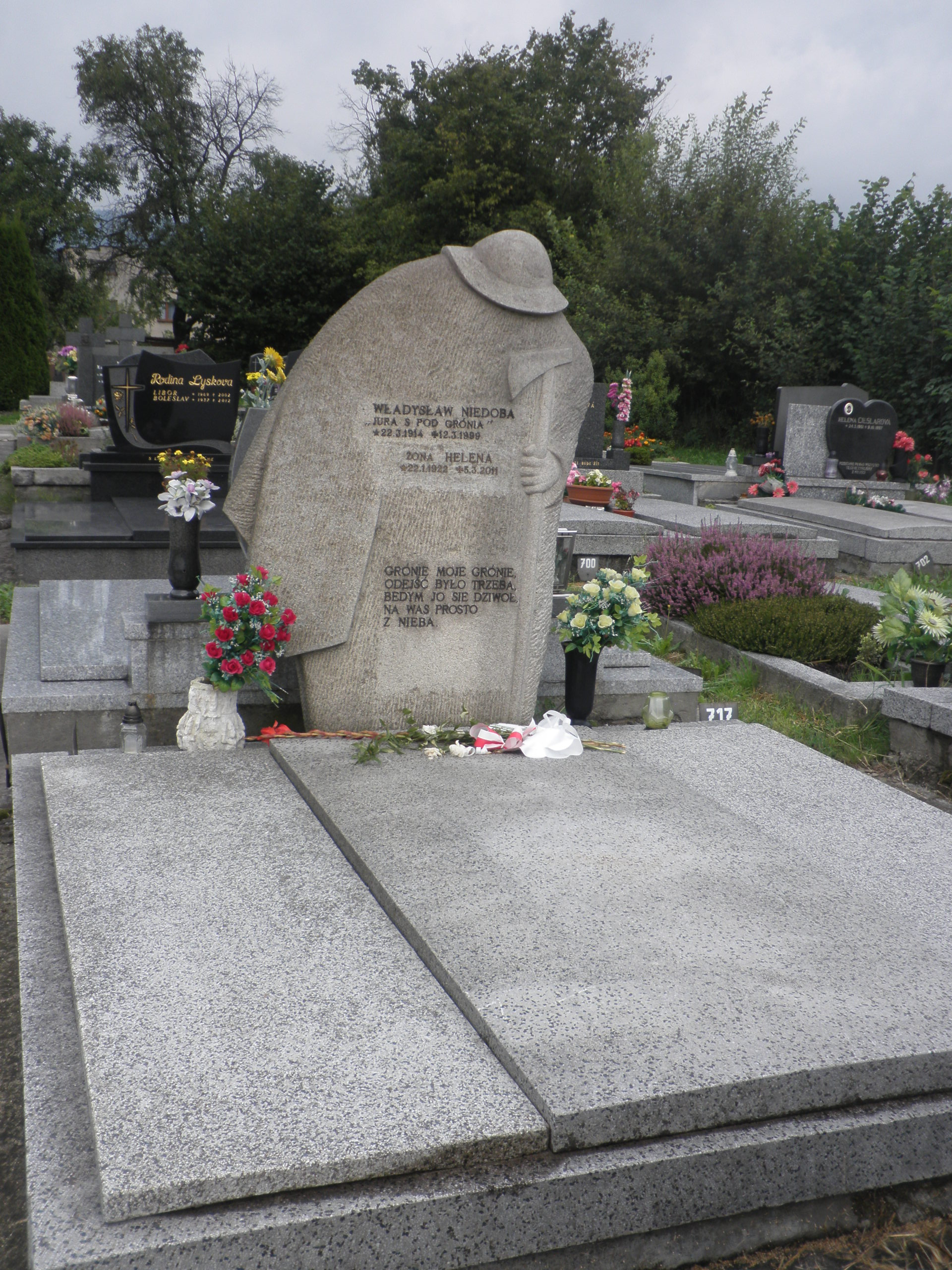
Hrob W. Niedoby - "Jury spod Grónia".
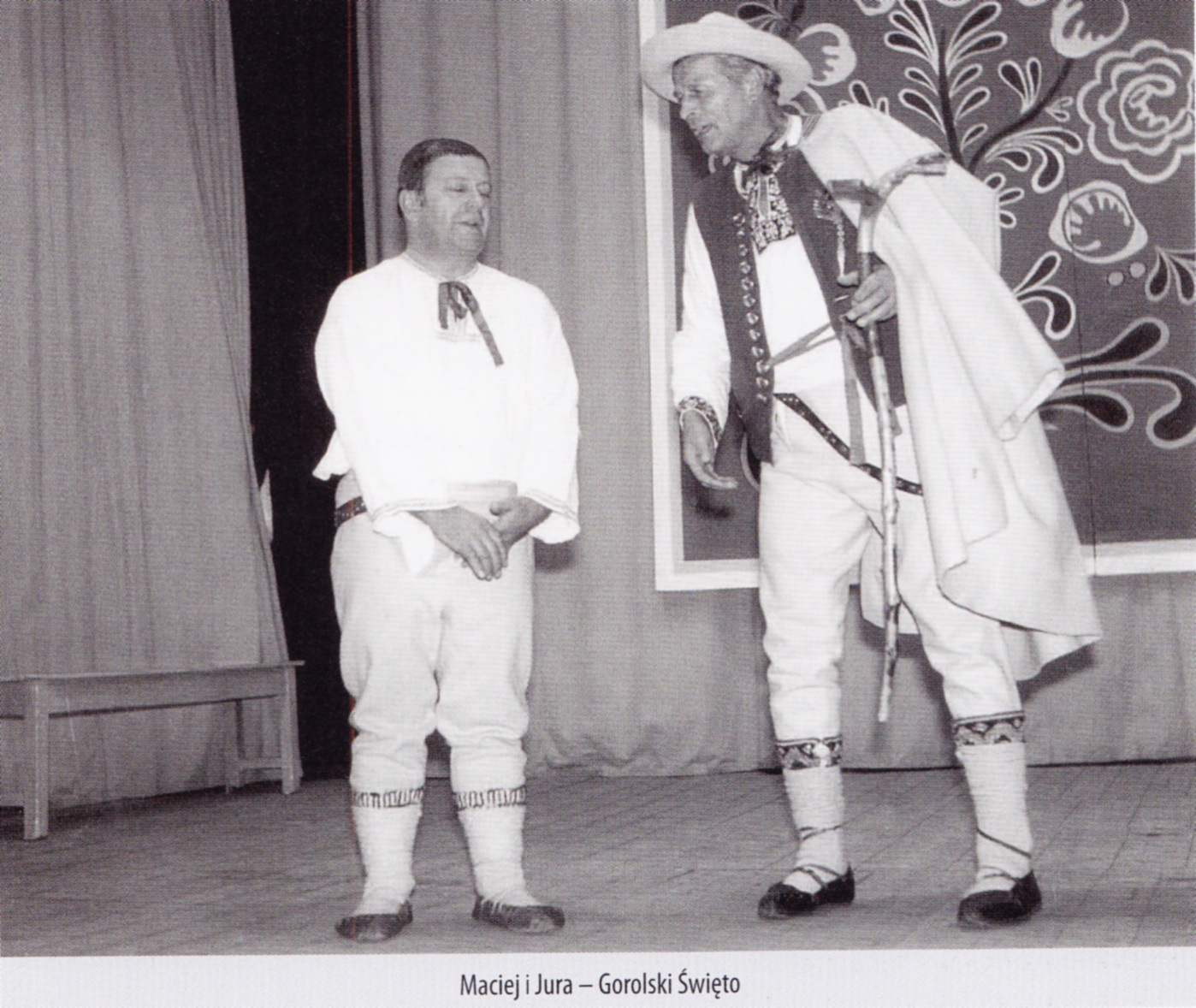
Na Horalském svátku
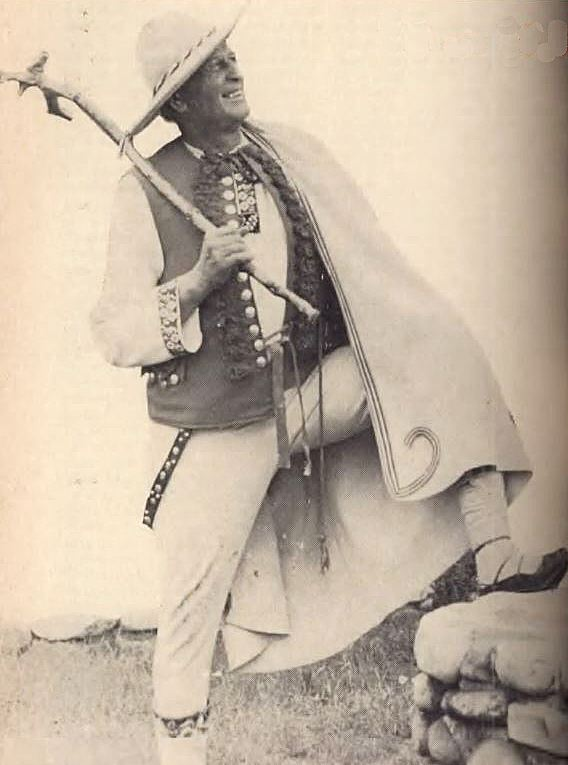
Horalský hejtman
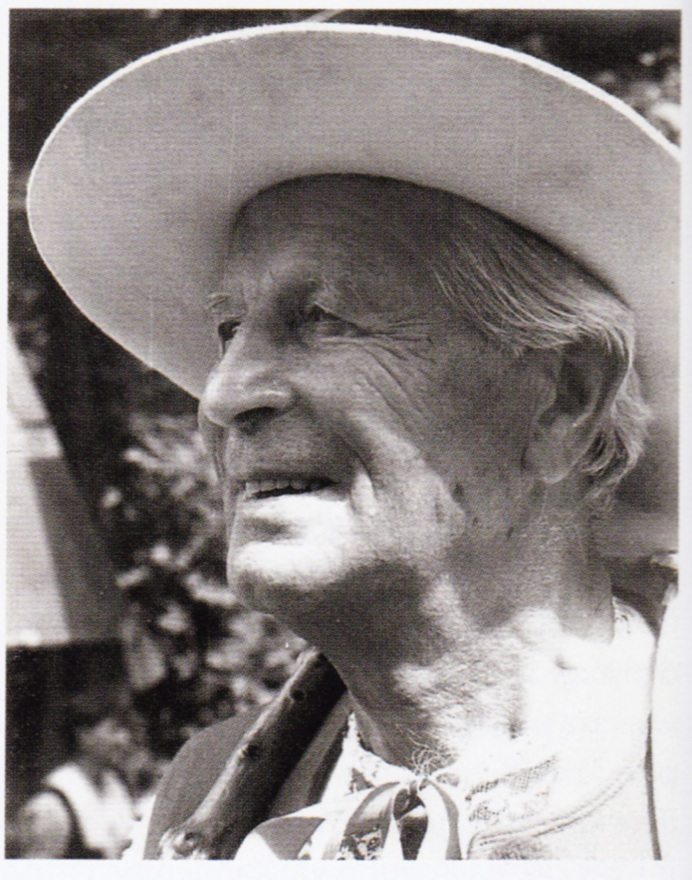
Wł.Niedoba
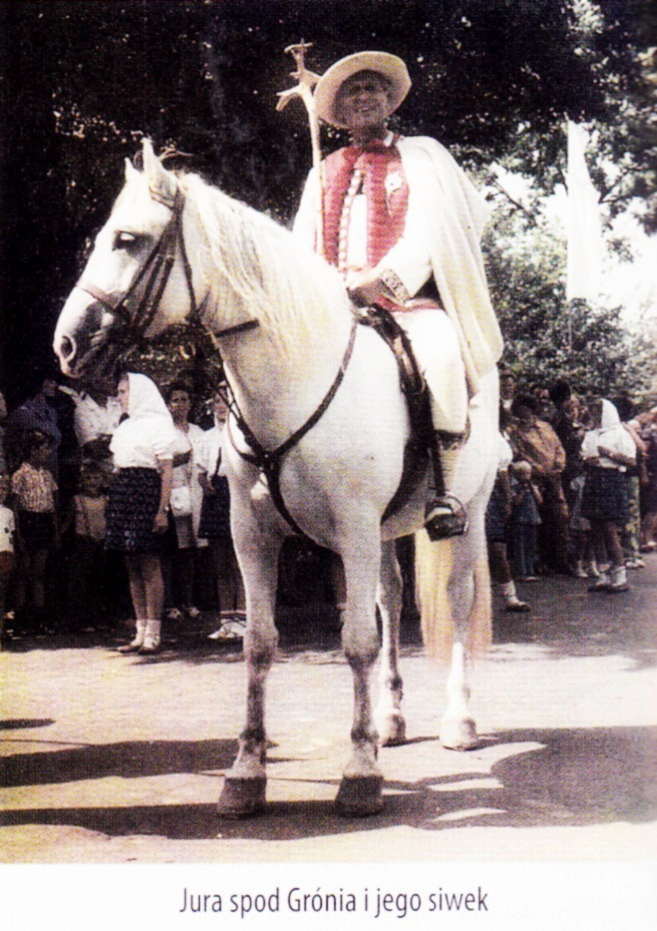
V čele průvodu